# Bahrenhof
Bahrenhof település Németországban, Schleswig-Holstein tartományban. Lakosainak száma 198 fő (2023. december 31.).

## Népesség
A település népességének változása:
| Lakosok száma | 171  | 207  | 212  | 207  | 204  | 213  | 198  |
|               | 1975 | 2014 | 2017 | 2019 | 2021 | 2022 | 2023 |